# Gare de Neuilly-Plaisance
Gare de Neuilly-Plaisance vasútállomás és RER állomás Franciaországban, Neuilly-Plaisance településen.

## Vasútvonalak
Az állomást az alábbi vasútvonalak érintik:

## Kapcsolódó állomások
A vasútállomáshoz az alábbi állomások vannak a legközelebb:
- Gare de Bry-sur-Marne (Gare de Marne-la-Vallée - Chessy, A RER-vonal)
- Gare du Val de Fontenay (Gare de Saint-Germain-en-Laye, A RER-vonal)

## Lásd még
- Franciaország vasútállomásainak listája
- A RER állomásainak listája